# Karen Casey (artista)
Karen Casey (nascida em 1956) é uma artista aborígene australiana.
O seu trabalho está incluído nas colecções da Galeria Nacional de Victoria, da Galeria de Arte de Nova Gales do Sul e do Museu de Arte de Seattle.